# Sevens Grand Prix Series Femenino 2016
El Sevens Grand Prix Series Femenino de 2016 fue la decimocuarta temporada del circuito de selecciones nacionales femeninas europeas de rugby 7.

## Calendario
| Torneo                          | Ciudad   | Fecha          | Campeón |
| ------------------------------- | -------- | -------------- | ------- |
| Seven Femenino de Kazán 2016    | Kazán    | 11-12 de junio | Francia |
| Seven Femenino de Malemort 2016 | Malemort | 24-25 de junio | Rusia   |

## Tabla de posiciones
| Pos | País                | RUS | FRA | Puntos |
| --- | ------------------- | --- | --- | ------ |
| 1   | Rusia               | 20  | 18  | 38     |
| 2   | Francia             | 18  | 20  | 38     |
| 3   | Gran Bretaña Lions  | 16  | 16  | 32     |
| 4   | Irlanda             | 14  | 14  | 28     |
| 5   | Gran Bretaña Royals | 12  | 10  | 22     |
| 6   | Países Bajos        | 8   | 12  | 22     |
| 7   | España              | 10  | 8   | 18     |
| 8   | Bélgica             | 3   | 6   | 9      |
| 9   | Italia              | 4   | 4   | 8      |
| 10  | Portugal            | 6   | 2   | 8      |
| 11  | Finlandia           | 1   | 3   | 4      |
| 12  | Ucrania             | 2   | 1   | 3      |

- Gran Bretaña fue invitado debido a su participación en los Juegos Olímpicos, por lo tanto no participa en la competición por el título.

| Bandera de Rusia |
| Campeón Rusia    |
| Tercer título    |